# Denis Roche (1868-1951)
Pour les articles homonymes, voir Denis Roche et Roche (homonymie).
Denis Roche, né le 2 juin 1868 à Oradour-sur-Vayres près de Limoges et mort le 1er août 1951 à Lauris, était un écrivain et traducteur français.
Fils d'avocat, il fit des études de droit. Il fut amené par des amis à s'intéresser à la langue russe. Au tournant du siècle, il fit un premier voyage à Saint-Pétersbourg, qui lui permit de nouer des amitiés avec des personnalités de l'époque. Il traduisit de nombreux écrivains (dont Ivan Chmeliov, Nikolaï Leskov, et surtout Anton Tchekhov et Vladimir Nabokov) qu'il contribua à faire connaître en France. L’Académie française lui décerne le prix Langlois en 1928 pour la traduction de Voisins d’Anton Tchékov. Il s'intéressa également beaucoup à la peinture russe, à laquelle il consacra plusieurs monographies.

## Ouvrages
- Contes limousins recueillis dans l'arrondissement de Rochechouart, 1902. Nouvelle édition : Contes de Rechoart. Contes limousins recueillis dans l'arrondissement de Rochechouart. Novelum-IEO, 2011 (textes occitans seul, graphie normalisée)Edicion presentada e transcricha per Jaume Surpàs emb l’ajuda de Joan Ros e Joan-Francés Vinhauc.
- La Jeune Physi, illustré par Henri Goussé, Le Livre et l'Estampe, 1903 (sous le pseudonyme de Maurice George),
- Un Artiste russe très expressif: Р.-М. Сhmélkov, 1903
- La Vie du Dr Haas, un bienfaiteur des prisonniers en Russie, 1906.
- L'Art russe: Les émaux champlevés de la Princesse Marie Tenichev: 20 planches en couleurs. — Paris: J. Povolozky & Cie, 1909.
- Le mobilier français en Russie: meubles des XVIIe et XVIIIe siècles et du commencement du XIXe, conserves dans les palais et les musées impériaux et dans les collections privées. —  Parts: I, II, III, IV. — Paris: Émile Lévy, 1913.